# 陳明祺
陳明祺，中華民國社會學學者、政治人物，民主進步黨籍，國立清華大學副教授、借調外交部政務次長，兼任行政院經貿談判辦公室副總談判代表，曾任國防安全研究院執行長、國家安全會議諮詢委員、大陸委員會政務副主任委員、國立臺北大學助理教授等職。